# Sportküstenschifferschein

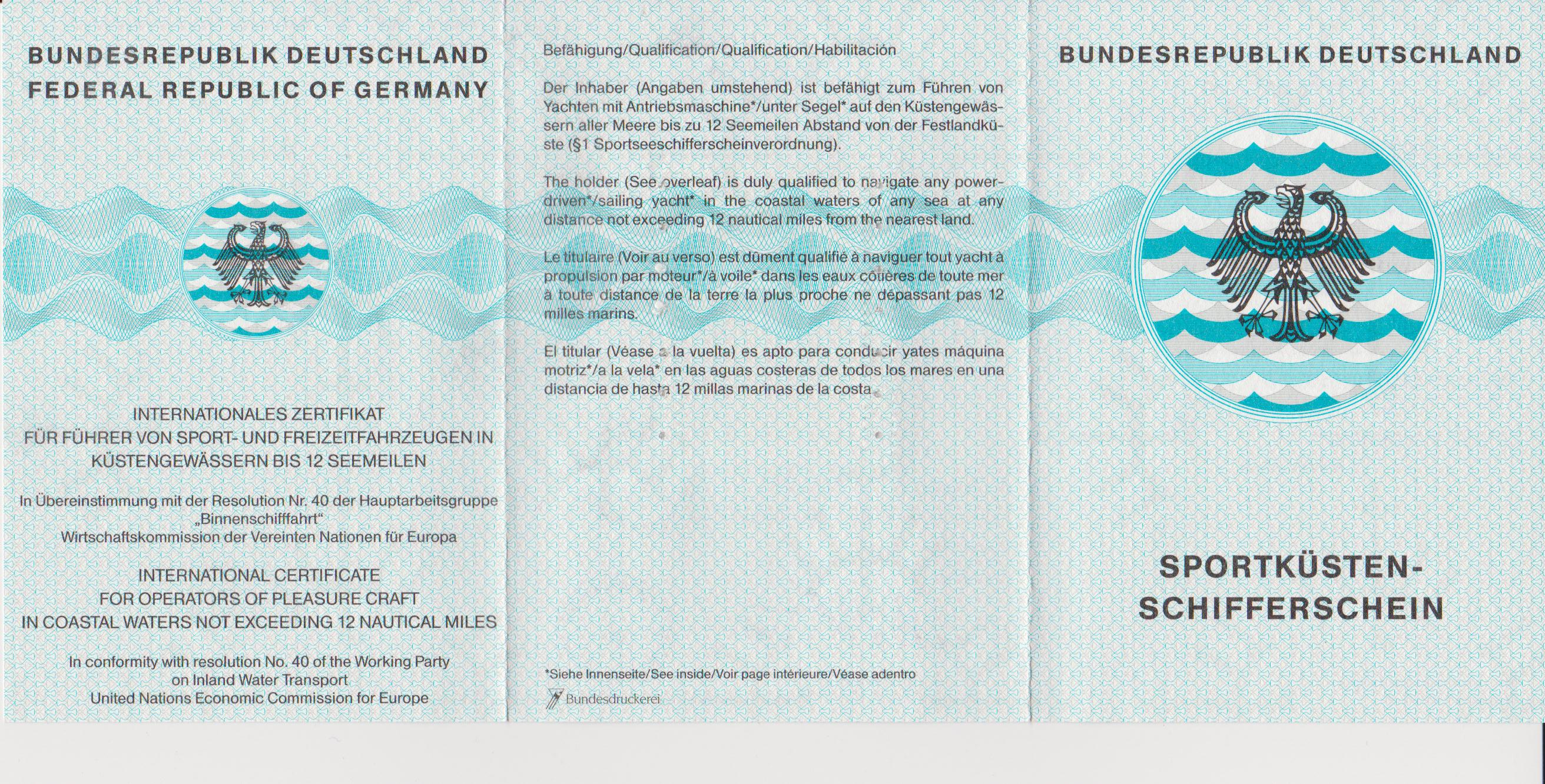
SKS (Vorderseite)

Der Sportküstenschifferschein (SKS) ist einer der amtlichen Sportschifferscheine in Deutschland. Ausbildung und Prüfung ist abgestimmt auf das Führen von Yachten mit Motor und unter Segel in Küstengewässern (alle Meere bis 12 Seemeilen Abstand von der Festlandküste).
Seit einer Änderung der See-Sportbootverordnung (SeeSpbootV) genügt der SKS auch für die gewerbliche Fahrt auf Sportbooten in Küstengewässern. Die genauen Besatzungsvorschriften für den gewerblichen Einsatz ergeben sich aus der Anlage 4 zur SeeSpbootV. Abhängig von der Fahrtdauer ist es ggf. erforderlich, dass zur Besatzung ein weiteres Mitglied gehört, das mindestens im Besitz des Sportbootführerscheins See ist.
Für das Chartern einer seegängigen Yacht sind grundsätzlich die lokalen Vorschriften zu beachten. Oft genügt der Sportbootführerschein See oder es ist kein Schein erforderlich. Einige Vercharterer verlangen einen Nachweis über die Fähigkeit, eine seegängige Yacht bedienen und segeln zu können. Ein solcher Nachweis kann durch ein persönliches Logbuch, Sportbootführerschein Binnen unter Segel, Yachtgrundkurse oder durch den Sportküstenschifferschein erbracht werden. 

## Voraussetzungen und Erwerb
- Allgemein
  - Lebensalter: mindestens 16 Jahre
  - Besitz des Sportbootführerscheins See
  - Für die praktische Prüfung Nachweis von 300 Seemeilen als Besatzungsmitglied auf Yachten in Küstengewässern
- Prüfungen
  - Theorie: bestehend zur einen Hälfte aus einem Fragebogen zu den Themen Navigation, Seemannschaft, Schifffahrtsrecht und Wetterkunde (90 Minuten Prüfungsdauer) und zur anderen Hälfte aus einer komplexen Kartenaufgabe (90 Minuten Prüfungsdauer).[3] Ggf. ist eine zusätzliche mündliche Nachprüfung erforderlich.
  - Praxis: Manöver (verpflichtend: Boje über Bord unter Motor und unter Segel), Knotenkunde, Kenntnis des Schiffes u. a.

Der Prüfungsstoff des SKS ist deutlich umfangreicher als der des Sportbootführerscheins See. Die theoretische Prüfung ist in zwei Teile gegliedert, einen theoretischen Fragenteil und einen Kartenteil, in welchem man umfangreiche navigatorische Kenntnisse anhand einer Seekartenaufgabe nachweisen muss. Auch Fragen zu Strom und Gezeiten werden hier gestellt. Bei dem Fragenteil sind die Fragen samt Musterantworten vorab bekannt und über das ELWIS abrufbar oder im Handel erhältlich. Der Kartenteil ist ebenfalls bekannt und über das ELWIS abrufbar. Bei Nichterreichen einer bestimmten Punktzahl kann es auch eine mündliche Nachprüfung geben. Darüber hinaus werden in einer praktischen Prüfung umfangreichere Kenntnisse der Führung einer seegängigen Yacht geprüft als beim Sportbootführerschein See. Zwischen der theoretischen und der praktischen Prüfung dürfen maximal 24 Monate liegen. Die Kosten für die Prüfungsgebühren, welche vom Deutschen Motoryachtverband (DMYV) oder Deutschen Segler-Verband (DSV) festgelegt werden, variieren je nach Prüfungsart und -umfang, liegen jedoch in der Regel im mittleren dreistelligen Bereich. 
Für die Prüfung sind bestimmte Hilfsmittel erlaubt, dazu zählen die Übungskarte D49 (Deutsche Seekarte D49, Ausgabe 2011, XII – Nordsee), Karte 1/INT1 für nautische Zeichen, das SKS Begleitheft für Kartenaufgaben (Ausgabe 2013), ein Navigationsbesteck (Kursdreiecke oder Portland Course Plotter, Zirkel, Bleistift), ein nicht programmierbarer Taschenrechner, Kugelschreiber, der Personalausweis und der Sportbootführerschein See im Original. Wichtig ist, dass die Übungskarte und die Karte 1/INT1 keine Markierungen oder zusätzliche Eintragungen aufweisen dürfen und das Begleitheft keine eingeklebten Seiten-Reiter enthalten darf.
Der SKS ist alternativ auch in einer Variante nur unter Motor ausstellbar. In diesem Falle wird die Prüfung auf einem Motorboot und nicht auf einer Segelyacht abgenommen, und bei den Prüfungsfragen entfällt weiterhin der auf das Segeln bezogene Prüfungsteil. Die Variante „mit Motor und unter Segel“ ist jedoch die gebräuchlichere.
Der SKS-Führerschein wird oft mit dem britischen Fähigkeitsnachweis Yachtmaster Coastal verglichen. Allerdings liegen die seemännischen Anforderungen, Erfahrungszeit und die praktischen Prüfungsanforderungen des Yachtmaster Coastal erheblich über denen des SKS.
Jährlich werden in ganz Deutschland ca. 5000 SKS-Scheine im Auftrag des Bundesministeriums für Verkehr ausgestellt. Dies übernehmen z. B. DSV und DMYV.

## Internationales Zertifikat

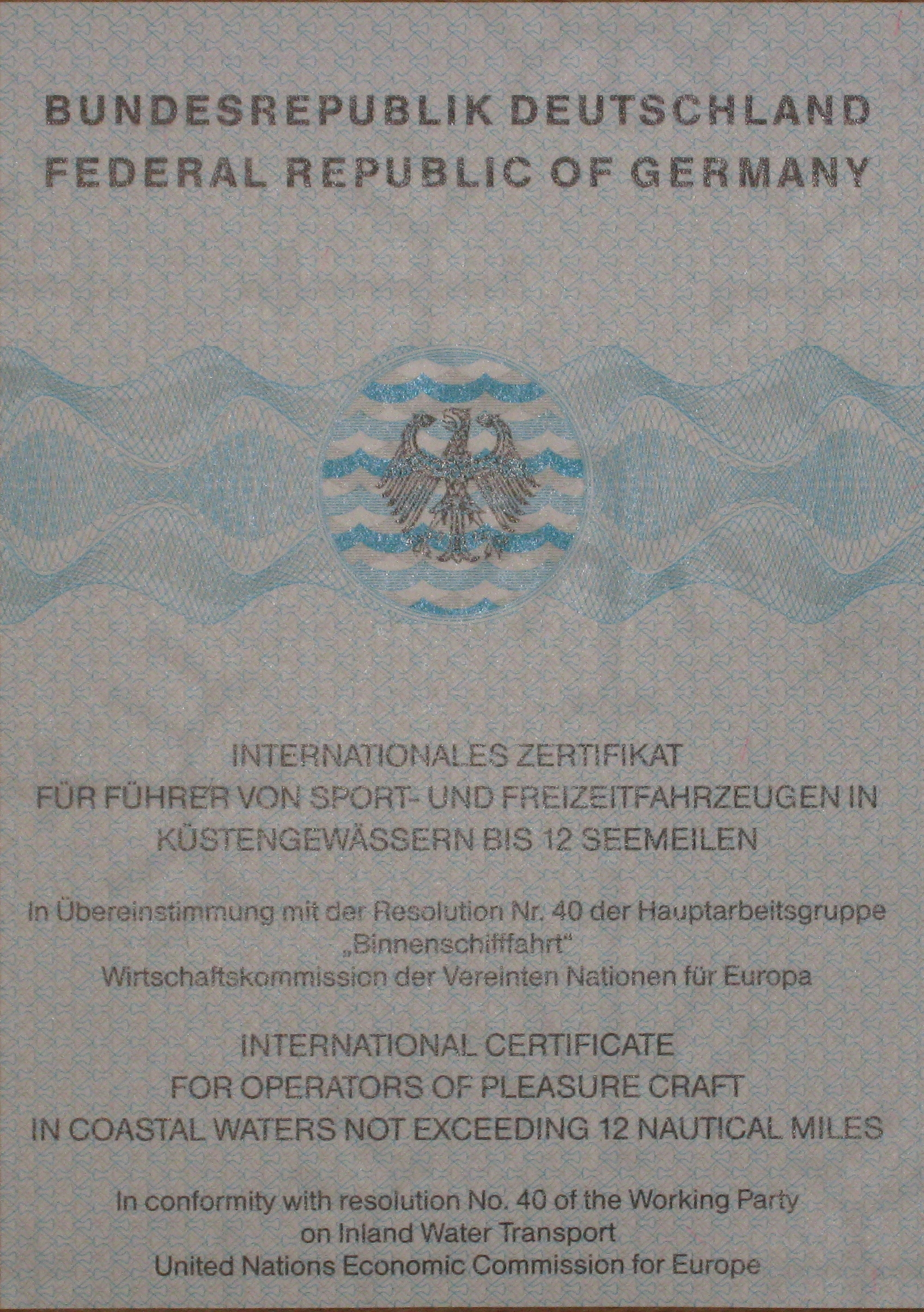
Das ICC im SKS

Der SKS beinhaltet das International Certificate of Competence gemäß der Resolution Nr. 40 der Wirtschaftskommission für Europa der Vereinten Nationen. Führer von Sportbooten können mit Hilfe dieses Nachweises ihre Qualifikation im Ausland belegen.

## Vorgänger
Anders als Sportseeschifferschein und Sporthochseeschifferschein hat der Sportküstenschifferschein keinen amtlichen Vorgänger. Als Vorgänger kann jedoch der DSV-BR-Schein angesehen werden. Er konnte und kann immer noch in den SKS umgeschrieben werden.